# Сагил
Сагил (или Сагилл, др.-греч. Σάγυλος, лат. Sagylo, rege Scythiae) — мифический скифский царь, который поддерживал близких скифам амазонок. Рассказ о нём содержится у Юстина, опиравшегося на исторические труды Помпея Трога. Источник предания возможно Эфор Кимский
Царица амазонок Орифия после похода Геракла и Тесея против амазонок обратилась к скифскому царю Сагилу за помощью. Сагил (как указывает Юстин, стремясь прославить свой народ) посылает на помощь своего сына Панасагора с огромным конным войском. Амазонки и скифы вторглись в Аттику, но поссорились, и скифы не принимали участия в битве, однако укрыли амазонок в своём лагере, обеспечив благополучное возвращение.
В XVIII веке исследователи, несмотря на явный анахронизм, отождествили Сагила со скифским царем Партатуа (у Геродота Прототий).
Индолог Александр Каннингем сравнивал имя Сагила с топонимом Сигал (др.-греч. Σιγἀλ), городом в Сакастане известном благодаря «Парфянским стоянкам» Исидора Харакского.